# Топ Сікрет
Топ Сікрет (англ. Top Secret, «цілком таємно») — стратегічний бомбардувальник моделі B-29 «Суперфортеця» 509-ї Змішаної Групи ВПС Армії США, який 6 серпня 1945 року брав участь в ядерній атаці на японське місто Хіросіма наприкінці Другої світової війни.
Під час Хіросімської місії бомбардувальник був призначений запасним літаком, але вилетів до острова Іодзіма, оскільки B-29 «Енола Ґей» був готовий скинути ядерну бомбу на Хіросіму.

## Екіпаж 6 серпня 1945 року
Екіпаж В-8:
- Капітан Чарльз Макнайт — командир екіпажу, пілот.
- Молодший лейтенант Джейкоб Монтекое — другий пілот.
- Молодший лейтенант Джак Відовський — штурман.
- Молодший лейтенант Франклін Макгрегор — бомбардир.
- Лейтенант Джордж Кохен — бортінженер.
- Сержант Ллойд Рідер — радист.
- Старшина Вілльям Оррен — оператор радара.
- Сержант Родерік Легг — хвостовий стрілець.
- Капрал Дональд Коул — помічник бортінженера.